# جی‌دی فارل (پاروزن عقب کشتی)
جی‌دی فارل (پاروزن عقب کشتی) (به انگلیسی: J.D. Farrell (sternwheeler)) یک کشتی است که طول آن ۱۳۰ فوت (۴۰ متر) می‌باشد. این کشتی در سال ۱۸۹۷ ساخته شد.